# Жиєккум
Жиєкку́м (каз. Жиекқұм) — село у складі Бокейординського району Західноказахстанської області Казахстану. Входить до складу Бісенського сільського округу.
У радянські часи село називалось Більшовик або Жиєк-Кум.
Населення — 485 осіб (2021; 547 у 2009, 590 у 1999, 620 у 1989).

## Персоналії
- Маметова Маншук Жієнгаліївна — кулеметниця в роки Другої світової війни, Герой Радянського Союзу.